# Calciumperoxide
Calciumperoxide is het peroxide van calcium en heeft als brutoformule CaO2. De stof komt voor als een wit tot geel poeder, dat onoplosbaar is in water. Het is goed oplosbaar in zuren, waarbij waterstofperoxide wordt gevormd.

## Synthese
Calciumperoxide wordt bereid uit reactie van een goed in water oplosbaar calciumzout (zoals calciumchloride of calciumnitraat) met waterstofperoxide en een basische oplossing (zoals natriumhydroxide of ammoniak). Op grotere schaal (zoals in de industrie), wordt het gewonnen uit reactie calciumhydroxide en waterstofperoxide:
{\displaystyle {\ce {Ca(OH)2 + H2O2 -> CaO2 + 2 H2O}}}

## Kristalstructuur en eigenschappen
Calciumperoxide is een kristallijne vaste stof die een tetragonale kristalstructuur bezit. Het behoort tot ruimtegroep P4/mcc. De parameters van de eenheidscel bedragen:
- a = 6,197 Å
- b = 6,197 Å
- c = 10,967 Å

Calciumperoxide komt meestal als octahydraat voor. Dit kristalwater kan echter verdreven worden door het te verwarmen boven 130°C. De waterige oplossing reageert basisch (pKa = 12,5), doordat het in water hydrolyseert:
{\displaystyle {\ce {CaO2 + 2 H2O -> Ca(OH)2 + H2O2}}}

## Toepassingen
Calciumperoxide wordt gebruikt als voedingsadditief (meer bepaald als broodverbeteraar) en draagt het E-nummer 930. Het wordt verwerkt in tandpasta en kauwgom als antisepticum. Verder wordt het in de landbouw gebruikt als meststof, als stabilisator in de rubberindustrie en als ontsmettingsmiddel in de tandheelkunde.